# David Serra Cervera
David Francisco Serra Cervera (Benissa, 1969) és un polític valencià. Ha treballat com a coordinador de formació de la Federació Valenciana de Municipis i Províncies i director comarcal de patrimoni cultural i política lingüística. De 1994 a 1999 fou president de Nuevas Generaciones del Partit Popular al País Valencià i diputat per Alacant a les eleccions a les Corts Valencianes de 1999. Fou nomenat aleshores secretari de cultura i política lingüística fins al 2004, quan fou nomenat secretari de l'esport. Novament fou elegit diputat per Alacant a les eleccions a les Corts Valencianes de 2007 i de 2011.
Està imputat per presumptes delictes electorals en el marc de les investigacions de l'anomenat cas Gürtel. El 3 de desembre de 2013, el jutge instructor del Tribunal Superior de Justícia de la Comunitat Valenciana li imputa nous fets de caràcter delictiu, per les contractacions de l'Open de Tennis 2007 (ja estava imputat per les contractacions de l'Open de Tennis de 2006) quan era secretari autonòmic d'Esports de la Generalitat Valenciana i el cita a declarar el dia 17 de desembre. Dimití com a diputat a les Corts el setembre de 2014 després que el 24 de juliol de 2014 fos processat pel Cas Gürtel.